# نادي باسو فوندو
نادي باسو فوندو لكرة القدم (بالبرتغالية: Esporte Clube Passo Fundo‏) ، هو نادي كرة قدم برازيلي، أسس سنة 1986 م.

## وصلات خارجية
- الموقع الرسمي

لم يتم العثور على روابط لمواقع التواصل الاجتماعي.